# Rudolf Brančovský
 (mai 2023).
Rudolf Brančovský (né le 12 février 1980 à Brno) est un artiste plasticien et musicien tchèque.
En tant que créateur plastique, il utilise principalement la peinture acrylique sur toile ou sur bois. Il a plus de 100 expositions personnelles à son actif.
Il est aussi le chanteur du groupe punk-folk Poletime qui se produit en Tchéquie depuis 2008.